# Жансон, Жан-Батист
Жан-Батист-Эме-Жозеф Жансон (фр. Jean-Baptiste-Aimé-Joseph Janson; 9 марта 1742, Валансьен — 2 сентября 1803) — французский виолончелист, композитор и педагог.

## Биография
Ученик Мартена Берто. В 1767—1771 гг. придворный музыкант жившего в это время в Италии наследника герцога Брауншвейгского. В 1780-е гг. жил и работал в Гамбурге и других германских городах, гастролировал в Дании, Швеции, Польше. С 1789 г. вновь в Париже как придворный музыкант одного из членов королевского дома. С основанием Парижской консерватории стал первым профессором виолончели в ней; среди учеников Жансона был, в частности, его будущий преемник на этом посту Шарль Бодио.
Жансон оставил ряд виолончельных сонат и концертов; один из этих концертов был записан Яношем Штаркером.